# IEEE 802.11s
IEEE 802.11sは、無線LAN規格IEEE 802.11のメッシュネットワークに関する改訂である。無線デバイスを相互接続して、比較的固定された（モバイルではない）トポロジおよび無線アドホックネットワークに使用できる無線LANメッシュネットワークを作成する方法を定義している。IEEE 802.11sワーキンググループは、大学や産業界からのボランティアを利用して、ワイヤレスメッシュネットワークの仕様と可能な設計ソリューションを提供している。標準として、文書は最終決定の前に何度も繰り返し改訂された。
802.11は、無線ネットワーク伝送方式を管理するIEEE標準のセットである。802.11a、802.11b、802.11g、802.11n、802.11acの各バージョンが一般的に使用されており、家庭、オフィス、商業施設などで無線接続を提供している。

## 概要
802.11sは、「自己構成型マルチホップトポロジ上の無線対応メトリック」を使用して、ブロードキャスト・マルチキャストとユニキャスト配信の両方に対応するアーキテクチャとプロトコルを定義することにより、IEEE 802.11 MAC規格を拡張する。

## 密接に関連した規格
802.11sは、実際のトラフィックを伝送する802.11a、802.11b、802.11g、802.11n、802.11acのいずれかに本質的に依存する。実際のネットワーク物理トポロジに適した1つ以上のルーティングプロトコルが必要である。802.11sでは、デフォルトとしてHybrid Wireless Mesh Protocol(HWMP)に対応している必要がある。他のメッシュルーティング、アドホックルーティング（Associativity-based routing、Zone Routing Protocol、Location-Based Routing）、動的リンクステートルーティング（OLSR、B.A.T.M.A.N.）や静的ルーティング（WDS、OSPF）に対応している場合もある。
メッシュは多くの小さなノードで構成されている。モバイルユーザや高負荷が懸念される場合、ある基地局から別の基地局へのハンドオフが頻繁に起こる。それは802.11からだけでなく他のネットワーク（GSM、Bluetooth、PCS、その他のコードレス電話）からもである。従って、802.11sとそれ以外の両方に従うノード間のハンドオフを規定するIEEE 802.21が必要となるかもしれない。これは、メッシュデッドゾーンを最小限に抑えるために、より長距離の低帯域幅サービスが展開されている場合に特に発生する。
メッシュネットワークでは、特に一時的な利用者がサービスを受けているときに、これまで知られていない当事者によるネットワークアクセスを伴うことが多い。従って、事前登録や事前のオフライン通信なしにこれらのユーザを認証するために、ほとんどのメッシュネットワークでは付属のIEEE 802.11u規格が必要になる。先行標準のCaptive Portalも一般的である。

## タイムライン
802.11sは、2003年9月にIEEE 802.11の研究会として始まった。2004年7月にタスクグループになった。 2005年5月に提案要請(call for proposal)が出され、その結果、15の提案が提出され、2005年7月に投票にかけられた。一連の除去と統合の末、提案はSEE-MeshとWi-Meshの2つまで絞り込まれ、2006年1月に共同提案となった。この統合案は、2006年3月の全会一致の投票により、草案D0.01として承認された。
この草案は、非公式のコメント解決を通じて発展し、2006年11月にドラフトD1.00としてレターバロットに提出された。2008年3月にドラフトD2.00が提出されたが、61％の承認しか得られなかった。2009年3月にWGの承認を得たドラフトD3.00が作成されるまで、1年間の説明と整理に費やされた。
タスクグループは、2009年5月の802.11会議の目標は、新しいレター投票からのコメントの解決を開始することであると述べた。
2011年6月に、TGsドラフト12.0に関する5回目の再循環スポンサーバロットが終了した。ドラフトは97.2％の承認を得た。
2012年版の802.11仕様（802.11-2012）には、メッシュルーティング機能が直接組み込まれている。 802.11sのIEEEページは、その仕様が置き換えられている。

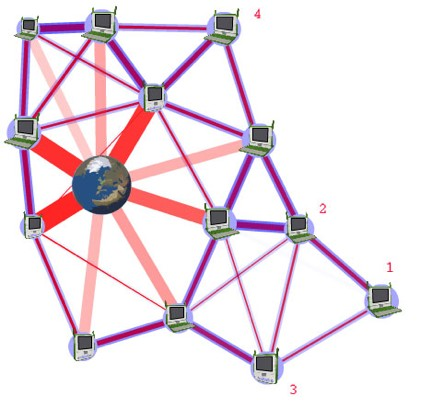
範囲外のノード1〜4が依然としてインターネットに接続できるようにする無線メッシュネットワークアーキテクチャ。 重要な特性は、マルチホップリンクが存在し、他のノードへのパケットを中継するために中間ノードを使用することである。

## 802.11メッシュアーキテクチャ
802.11s無線メッシュネットワーク装置は、メッシュステーション（メッシュSTA）、または単にアドホックノードとしてラベル付けされている。メッシュSTAは互いにメッシュリンクを形成し、その上でアドホックモバイルルーティングプロトコルを使用してメッシュパスを確立することができる。このアーキテクチャの重要な側面は、マルチホップ無線リンクの存在と、他のノードを経由して宛先ノードに向けてパケットをルーティングすることである。

### ルーティングプロトコル
802.11sでは、デフォルトの必須ルーティングプロトコル（Hybrid Wireless Mesh Protocol, HWMP）が定義されているが、ベンダーは他のルーティングプロトコルを使用することもできる。HWMPは、オンデマンドアドホックルーティングアプローチとツリーベースのルーティングを使用するAODV（RFC 3561 ）の組み合わせに触発されている。オンデマンドアドホックルーティングの例は、Dynamic Source RoutingおよびAssociativity-based routingである。AODVの経路探索およびローカライズされた経路修復アプローチは、Associativity-based Routingと同じである。 先行研究では、これらの様々なルーティングプロトコルが詳細に議論し比較されている。
メッシュSTAは、ネットワーク内の他のデバイスと通信するためにメッシュサービスを使用する個々のデバイスである。また、802.11アクセスポイント(AP)と連携して、メッシュネットワークへのアクセスを幅広い市場で利用可能な802.11ステーション(STA)に提供できる。また、メッシュSTAは、ゲートウェイの役割を実装し、1つ以上の802.11以外のネットワークへのアクセスを提供する802.11ポータルと連携できる。両方の場合において、802.11sは、エンドポイントが外部アドレスを認識することを可能にするように、非メッシュ802デバイスにアドレス指定サポートを提供するためのプロキシメカニズムを提供する。
802.11sには、確定的なネットワークアクセス、輻輳制御および省電力のためのフレームワークを提供するためのメカニズムも含まれている。

### メッシュセキュリティ
メッシュにおいて、クライアントとサーバ、イニシエータとレスポンダのような役割は存在しない。従って、メッシュで使用されるセキュリティプロトコルは、一方が他方を開始できる、または両方が同時に開始できる真のピアツーピアプロトコルである必要がある。

#### ピア認証方法
ピア間では、802.11sは安全なパスワードベースの認証・キー確立プロトコルであるSimultaneous Authentication of Equals(SAE)を定義する。SAEは、一次巡回群または楕円曲線になることができる有限巡回群を使用したDiffie-Hellman鍵交換に基づいている。Diffie-Hellman鍵交換を使用する上での問題は、それが認証メカニズムを持っていないということである。そのため、結果として得られる鍵は、認証問題を解決するために事前共有鍵と両方のピアのMACアドレスの影響を受ける。
ピアが互いを発見すると（そしてセキュリティが有効になると）、それらはSAE交換に参加する。SAEが正常に完了すると、各ピアは相手方がメッシュパスワードを所有していることを認識し、SAE交換の副産物として、2つのピアが暗号的に強力な鍵を確立する。この鍵は、安全なピアリングを確立し、ルーティングトラフィックを含むメッシュトラフィックを保護するためのセッションキーを導出するために、Authenticated Mesh Peering Exchange(AMPE)とともに使用される。

## 使用例
IEEE 802.11sの修正は、open80211s、 OLPCなどの多くの製品で対応している。open80211sでは32ノード以下のより小さなメッシュに対応している。いくつかのプロジェクトは、以前のドラフトバージョンに基づいている。

### Linux
802.11sドラフトのリファレンス実装は、バージョン2.6.26以降、Linuxカーネルのmac80211レイヤの一部として入手可能である。多様なディストリビューションを持つLinuxコミュニティは、Hybrid Wireless Mesh Protocolのようなプロトコルのための異種テスト環境を提供する。ルータ向けのLinuxディストリビューションであるOpenWrtは、メッシュネットワークに対応している。

### BSD
FreeBSDでは、FreeBSD 8.0から802.11sドラフトに対応している。

### Google Wifi
Google Wifiルーターは、802.11sメッシュネットワークプロトコルを使用している。